# Sedov (skoleskib)
Sedov er et russisk skoleskib/træningsskib inden for fiskeri.  Det  er verdens største sejlskib, og har været benyttet som skoleskib af  Sovjetunionens flåde.  Senere er skibet blevet et russisk træningsskib inden for fiskeri, med hjemhavn i Murmansk.  Skibet har flere gange deltaget i The Tall Ships' Races.
Det blev bygget i Kiel på værftet Friderich Krupp Germaniawerft i marts 1921.  Oprindelig blev det bygget til og sejlede med salpeter, som et led i rederiet F.A. Vinnen & Co, Bremen sejlskibsflåde efter 1. verdenskrig.
Skibet sejlede under 2. verdenskrig en tid i Østersøen, men blev senere oplagt på Flensborg Fjord. Efter 2. verdenskrig i 1945, blev skibet taget som krigsbytte af Sovjetunionen.
Dets første navn var Magdalene Vinnen II, senere Kommodore Johnsen og nu Sedov.

## Data
- 4 mastet bark
- Længde: 108,7 m
- Total længde: 122,3 m
- Bredde: 14,9 m
- Højde: 58 m
- Dybgang: 6,5 m
- Sejl overflade: 4195 m²
- Besætning: 240
- Hastighed: 18 knob, med motor 8 knob
- Motorkraft: 128 hk diesel

| Vandsport/vandtransport | Spire Denne vandsports- eller vandtransportsartikel er en spire som bør udbygges. Du er velkommen til at hjælpe Wikipedia ved at udvide den. |